# Bulbophyllum trachypus
Bulbophyllum trachypus là một loài phong lan thuộc chi Bulbophyllum.